# Zaozierje (przystanek kolejowy)
Zaozierje (ros. Заозерье) – przystanek kolejowy w miejscowości Zaozierje, w rejonie okułowskim, w obwodzie nowogrodzkim, w Rosji. Położony jest na linii Petersburg – Moskwa.